# Coupure de Dedekind
Ne doit pas être confondu avec Règle de coupure.

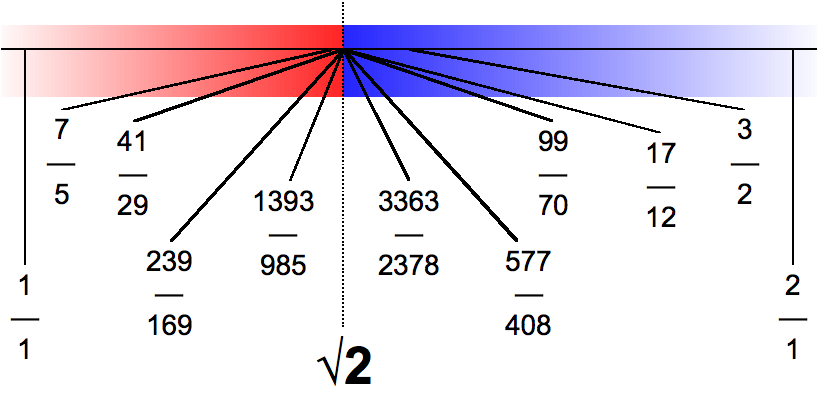
Dedekind introduit les coupures pour représenter les nombres irrationnels.

En mathématiques, une coupure de Dedekind d'un ensemble totalement ordonné E est un couple (A, B) de sous-ensembles de E, lesquels forment à eux deux une partition de E, et où tout élément de A est inférieur à tout élément de B.
D'une certaine façon, une telle coupure conceptualise quelque chose qui se trouverait « entre » A et B, mais qui ne serait pas nécessairement un élément de E.
Les coupures de Dedekind furent introduites par Richard Dedekind comme moyen de construction de l'ensemble des nombres réels (en présentant de manière formelle ce qui se trouve « entre » les nombres rationnels).

## Motivations
Assez tôt, les mathématiciens prennent conscience que l'ensemble {\displaystyle \mathbb {Q} } des nombres rationnels, malgré son apparente densité, ne suffit pas pour exprimer l'ensemble des grandeurs géométriques (l'irrationalité de {\displaystyle {\sqrt {2}}} est connue des mathématiciens grecs et celle de {\displaystyle \pi } est prouvée au XVIIIe siècle). Pour travailler sur ces irrationnels, ils cherchent un cadre mathématique rigoureux. Ils le trouvent d'abord, au début du XIXe siècle en admettant l'existence d'un ensemble contenant {\displaystyle \mathbb {Q} } et vérifiant le critère de Cauchy  et en en donnant une définition axiomatique . Ce n'est donc que dans la seconde moitié du XIXe siècle que se pose la question de l'existence de l'ensemble des réels et des méthodes pour le construire. Plusieurs propositions sont faites par Weierstrass, Meray, Cantor et Dedekind .

Restriction de la droite réelle à ses rationnels, coupée en un point

Dedekind, dans son ouvrage de 1872, s'appuie sur une représentation géométrique : la représentation de la droite réelle et sa restriction à l'ensemble des rationnels. Il observe que l'ont peut couper cette droite en deux parties.
- si la coupure se fait sur un rationnel {\displaystyle r}, le  découpage donne deux parties qui peuvent être  :
  - {\displaystyle A=\{a\in \mathbb {Q} /a<r\}} et {\displaystyle B=\{b\in \mathbb {Q} /b\geq r\}}
  - ou {\displaystyle A'=\{a\in \mathbb {Q} /a\leq r\}} et {\displaystyle B'=\{b\in \mathbb {Q} /b>r\}}
- si la coupure se fait sur un irrationnel {\displaystyle x}, le découpage donne deux parties qui sont {\displaystyle A=\{a\in \mathbb {Q} /a<x\}} et {\displaystyle B=\{b\in \mathbb {Q} /b>x\}}

Dans le premier cas, il associe le rationnel {\displaystyle r} aux coupures (A,B) et (A', B') qu'il considère comme seulement « légèrement différentes » . Dans le second cas, il « crée » un nouveau nombre irrationnel représenté par la coupure (A,B)
Pour ce faire, il lui faut s'éloigner de sa vision intuitive pour définir une coupure sans référence au nombre réel. Il définit donc une coupure comme une partition de {\displaystyle \mathbb {Q} } en deux ensembles A et B tels que tout élément {\displaystyle a} de {\displaystyle A} est inférieur à tout élément {\displaystyle b} de {\displaystyle B}.

## Vocabulaire
Une coupure de Dedekind d’un ensemble totalement ordonné E se définit par un couple (A, B) de sous-ensembles de E tels que :
1. A et B définissent une partition de E (les deux parties sont disjointes, non vides et leur réunion donne E)
2. Tout élément de A est strictement inférieur à tout élément de B ;

À partir d'une partie A non triviale de E (non vide et distincte de E), on peut définir la partition {\displaystyle (A,{\overline {A}})} où {\displaystyle {\overline {A}}} est le complémentaire de A dans E. Pour qu'une partie non triviale de E, associée à son complémentaire, définisse une coupure de E, il faut et il suffit qu'elle soit stable par minorant :{\displaystyle \forall a\in A,\forall x\in E,x<a\Rightarrow x\in A.}Un tel ensemble est appelé une section commençante. Une définition alternative d'une coupure est donc:
Caractérisation alternative : A définit une coupure de E si A est une  section commençante  non triviale de E.
Coupure propre : Dans un groupe ordonné E, une coupure (A, B) est propre si :
{\displaystyle \forall x\in E,\,x>0,\exists (a,b)\in A\times B/b-a=x}
Les coupures dans {\displaystyle \mathbb {R} }, {\displaystyle \mathbb {Q} }, {\displaystyle \mathbb {Z} } et, plus généralement, dans tout groupe archimédien sont propres. Ce n'est pas le cas, par exemple, dans {\displaystyle \mathbb {R} ^{2}} muni de l'ordre lexicographique, de la coupure {\displaystyle (A=\{(u,v)\in \mathbb {R} ^{2}/u<0\},B=\{(u,v)\in \mathbb {R} ^{2}/u\geq 0\})}, pour {\displaystyle x=(0,1).}
Lacune ou trou : Un corps commutatif K possède une «lacune» ou un «trou»  s'il existe une coupure propre (A,B) de K dans laquelle A ne possède pas de plus grand élément et B ne possède pas de plus petit élément.
L'ensemble {\displaystyle \mathbb {Q} } possède des lacunes alors que l'ensemble {\displaystyle \mathbb {R} } n'en possède pas.
Inextensibilité ou complétude : Un corps ordonné est complet (au sens de Dedekind), Scott-complet ou inextensible s'il ne possède pas de lacune, ou — ce qui revient au même — si, pour toute coupure (A,B), il existe un unique élément {\displaystyle x} dans K majorant A et minorant B
L'objectif de Dedekind, avec ses coupures, est de créer le corps des réels et de démontrer sa complétude, qui assurera que toute partie non vide majorée possède une borne supérieure et toute suite croissante majorée est convergente

## Cas des coupures dans les rationnels

### Exemples
Si E est l'ensemble ℚ des nombres rationnels, on peut considérer la coupure suivante :
Cette coupure permet de représenter le nombre irrationnel √2 qui est ici défini à la fois par l'ensemble des nombres rationnels qui lui sont inférieurs et par celui des nombres rationnels qui lui sont supérieurs.
De même, pour toute suite de rationnels {\displaystyle (u_{n})_{n\in \mathbb {N} }}, croissante et majorée, le couple :
définit une coupure capable de représenter {\displaystyle \lim _{n\to \infty }u_{n}.}

### Définitions alternatives
La définition originelle de Dedekind conduit à avoir deux représentants d'un même rationnel par des coupures. Pour éviter ce problème, les définitions modernes des coupures de Dedekind dans {\displaystyle Q} privilégient l'unicité de la représentation en imposant une condition supplémentaire :
Définition alternative : Dans l'ensemble des rationnels, une  coupure de Dedekind se définit par un couple (A, B) de sous-ensembles de  {\displaystyle \mathbb {Q} } tels que :
1. A et B définissent une partition de E (les deux parties sont disjointes, non vides et leur union donne E)
2. Tout élément de A est strictement inférieur à tout élément de B ;
3. La partie A ne possède pas de plus grand élément.

La prise en compte de toutes les coupures de Dedekind sur ℚ de ce type permet une construction de l'ensemble ℝ des nombres réels.
Une reformulation de cette construction est de ne conserver que la composante A des couples (A, B) ci-dessus, c'est-à-dire d'appeler « coupures de Dedekind » toutes les parties propres non vides de ℚ, stables par minorant et ne possédant pas de plus grand élément. Un réel x est alors représenté par l'ensemble A de tous les rationnels strictement inférieurs à x,.

## Ordre sur les coupures de Dedekind
On définit un ordre sur l'ensemble des coupures de Dedekind de E en posant, pour toutes coupures de Dedekind (A, B) et (C, D) de E :
Il est possible de montrer que l'ensemble des coupures de Dedekind de E muni de cet ordre possède la propriété de la borne supérieure[réf. nécessaire], même si E ne la possède pas. En prolongeant E dans cet ensemble, on le prolonge en un ensemble dont toute partie non vide et majorée possède une borne supérieure.